# Kecamatan Pabuaran (distrikt i Indonesien, Jawa Barat, lat -7,19, long 106,79)
Kecamatan Pabuaran är ett distrikt i Indonesien.   Det ligger i provinsen Jawa Barat, i den västra delen av landet, 110 km söder om huvudstaden Jakarta.